# Рибалочкові
Рибалочкові (Alcedinidae) — родина сивкоподібних птахів. Ці птахи мають великі голови, довгі тонкі дзьоби, короткі ноги і коренасті хвости. Незважаючи на назву, не всі рибалочкові живляться рибою, зокрема жоден з підродини Halcyoninae не є рибоїдним.

## Поширення
Більшість видів мешкають у тропіках Африки, Азії та Австралії. В Європі зустрічається тільки один вид — рибалочка (Alcedo atthis).

## Особливості екології
Більшість видів рибалочок живляться рибою. Проте деякі з них віддають перевагу ящіркам, зміям чи крабам. Є й такі що живляться комахами, ловлячи їх на льоту. В Австралії блакитний трипалий рибалочка хапає водяних тварин, яких сполохав під час полювання качкодзьоб. Лише третя частина усіх рибалочок живе біля водоймищ. Ці птахи водяться і в густих тропічних лісах, і на коралових островах, і в пустелі. Одним із таких пустельних мешканців є червоноспинний рибалочка (Todiramphus pyrrhopygius), який живе у посушливій центральній частині Австралії. У тропічних лісах Нової Гвінеї чи Північної Австралії райські рибалочки (Tanysiptera) часто риють нори у гніздах термітів. Комахи не заперечують проти таких «квартирантів». Після виведення потомства вони залишають нору, а терміти швидко відновлюють свою домівку.

## Систематика
Родина включає 117 сучасних видів у 16 родах. Виділяють три підродини. Деякі систематики підносять ті підродини до рангу родини.
- Рибалоччині (Alcedininae)
  - Рибалочка (Alcedo) — 7 видів;
  - Рибалочка-крихітка (Ceyx) — 21 вид;
  - Corythornis — 4 види;
  - Ispidina — 2 види;
- Строкаторибалоччині (Cerylinae)
  - Зелений рибалочка (Chloroceryle) — 4 види;
  - Рибалочка-чубань (Megaceryle) — 4 види;
  - Строкатий рибалочка (Ceryle) — 1 вид;
- Альціонні (Halcyoninae)
  - Острівний альціон (Actenoides) — 6 видів;
  - Білогузий альціон (Caridonax) — 1 вид;
  - Сулавеський альціон (Cittura) — 2 види;
  - Товстодзьобий альціон (Clytoceyx) — 1 вид;
  - Кукабара (Dacelo) — 4 види;
  - Альціон (Halcyon) — 12 видів;
  - Смугастий альціон (Lacedo) — 1 вид;
  - Альціон-гачкодзьоб (Melidora) — 1 вид;
  - Гуріал (Pelargopsis) — 3 види;
  - Тороторо (Syma) — 2 види;
  - Альціон-галатея (Tanysiptera) — 9 видів;
  - Чорнодзьобий альціон (Todirhamphus) — 30 видів.